# Joachim Moser
Joachim Moser (* vor 1999 in Kittsee, Burgenland)
ist ein österreichischer Opern-, Operetten- und Musicalsänger (Tenor).

## Leben
Joachim Moser wuchs bei seinen Pflegeeltern Gottfried und Gisela Jelinek in Trautmannsdorf an der Leitha auf, wo er auch Mitglied der örtlichen Blasmusikkapelle war. Als Kind bei den Wiener Sängerknaben hatte er den Beruf des Typografikers erlernt, ehe er am Konservatorium der Stadt Wien die Opernklasse mit ausgezeichnetem Erfolg absolvierte. Seit 1999 ist er Mitglied der Wiener Volksoper.
Moser tritt als Tenor in erster Linie im Operettenfach weltweit auf. Neben seiner Tätigkeit als klassischer Sänger tritt er auch immer wieder als Interpret von Musicals sowie in den Genres Pop und Rock in Erscheinung.